# Palosaari (Kalixrivier)
Palosaari is een onbewoond rond eiland in de Zweedse Kalixälven. Het eiland heeft geen oeververbinding. Het meet ongeveer 70 hectare.